# 本頓鎮區 (伊利諾伊州萊克縣)
本頓鎮區（英語：Benton Township）是位於美國伊利諾伊州萊克縣的一個行政鎮區。

## 地方資料
根據2010年美國人口普查的數據，本頓鎮區的面積為38.50平方千米，當中陸地面積為37.80平方千米，而水域面積為0.70平方千米。當地共有人口18973人，而人口密度為每平方千米492.81人。